# شهرستان بیتس (میزوری)
شهرستان بیتس، میزوری (به انگلیسی: Bates County, Missouri) یک سکونتگاه مسکونی در ایالات متحده آمریکا است که در میزوری واقع شده‌است.